# Битлборги
Просьба не удалять эту статью 
«Битлборги» (англ. Big Bad Beetleborgs) — детский телесериал американского производства, основанный на кадрах и персонажах двух сезонов «Juukou B-Fighter» и «B-Fighter Kabuto» популярного японского токусацу-сериала «Metal Hero». Второй сезон имеет название «Битлборги Металлики» (англ. Beetleborgs Metallix).
Сериал продлился два сезона и затем был отменён, завершившись открытым финалом: в «Saban Entertainment» не решились использовать следующий сезон японской версии «B-Robo Kabutack», поскольку он был ориентирован на дошкольную аудиторию.

## Сюжет
События сериала разворачиваются в вымышленном городе Чартервилль. Трое самых обычных детей - Дрю, его сестра Джо, а также их друг Роланд, оказываются в местном доме с привидениями - Хиллхёрсте. Этот особняк, на поверку, оказывается населён самыми настоящими монстрами, жаждущими съесть любопытных гостей. В разгар бегства дети случайно ударяют по клавишам старого органа, тем самым освобождая фантазма по имени Флаббер. За это он предлагает своим спасителям исполнить одно любое их желание. Дети выбирают стать героями комиксов - Битлборгами. Их мечта в миг сбывается. Но вместе с этим заклинание Флаббера случайно оживляет и врагов Битлборгов из комиксов - злобных магнаворов во главе с деспотичным Вексором, который бросит все свои силы и ресурсы на уничтожение новых супергероев, но уже в реальном мире.

## Персонажи

### Битлборги
- Эндрю «Дрю» Маккормик (роль исполняет Уэсли Баркер) — Синий битлборг, во втором сезоне — Золотой битлборг. Эндрю является лидером в команде Битлборгов. Флаббер наградил его способностью телекинеза, которая активировалась указанием на предмет и кивком головы. За основу брони Эндрю был взят жук-носорог.
- Роланд Уильямс (роль исполняет Херби Бэйз) — Зелёный битлборг, во втором сезоне — Серебряный битлборг. Его семья владеет магазином комиксов под названием «Zoom Comics», где он, Джо и Дрю обычно тусуются. Флаббер наделил его способностью суперскорости, которая активировалась щелчком пальцев. За основу костюма Роланда был взят жук-олень.
- Жозефина «Джо» Маккормик (роль исполняет Шеннон Чендлер — 1–39 эпизоды, Бриттани Конажевски — 39–88 эпизоды) — Красный битлборг, во втором сезоне — Лиловый битлборг, младшая сестра Дрю. Флаббер дал ей супер силу, которую она активировала, хрустнув костяшками пальцев. Первые доспехи Джо были основаны на самке жука-носорога, а лиловая броня основывалась на божьей коровке. В середине первого сезона Вольфганг, играя с волшебной книгой, случайно произнес заклинание, из-за которого у Джо изменилась внешность. Флаббер использовал свою магию, чтобы вернуть ей прежный внешний вид и голос, но это не подействовало на тех, кто стал свидетелем наложения заклинания. Тем самым, зрители, Флаббер, Дрю, Роланд и сама Джо, с этого момента видели Джо в её новом облике, но монстры Хиллхёрста, а также родственники и друзья видели ее такой, какой она была раньше. Этот нестандартный сюжетный ход был вызван необходимостью обыграть внезапную замену актрисы.
- Джош Болдуин (роль исполняет Уоррен Берков) — Белый битлборг, которого Флаббер наделил способностью невидимости. Она активировалась потиранием рук. Джош был в команде в течение очень непродолжительного времени в качестве противовеса злому Теневому боргу. После победы над Теневым боргом Джош утратил свои способности и вернулся к нормальной жизни. За основу его брони был взят жук-геркулес.

### Карато и Сильвер Рэй
- Карато — еще один супергерой из комиксов, фанатами которого являются дети. Когда Магнавор выпустил армию монстров, пытаясь похитить Art Fortunes с съезда комиксов, Битлборги боялись, что не смогут победить их всех в одиночку. Флаббер согласился использовать свою магию только в одном случае, чтобы вызвать на помощь других супергероев из комиксов. После того, как герои выиграли битву, Флаббер предположительно отправил его обратно в комиксы.
- Сильвер Рэй — еще один супергерой из комиксов, фанатами которого являются дети. Когда Магнаворы выпустили армию монстров при попытке похитить Art Fortunes с съезда комиксов, Битлборги боялись, что не смогут победить их всех в одиночку. Флаббер согласился использовать свою магию только в одном случае, чтобы вызвать на помощь других супергероев из комиксов. Сильвер Рэй и Карато были приглашены на помощь Битлборгам. После того, как монстры были побеждены, Сильвер Рэй вернулся к комиксам.

### Астралборги
- Драконборг — лидер Астралборгов. Он похож на стрекозу, но намного сильнее. Его оружие, Астральный лазер, обладает мощным укусом.
- Файерборг — красно—серебристый Астралборг, способный стрелять огненными шарами из кончиков пальцев.
- Молнияборг — могущественный Астралборг, способный стрелять электрическими разрядами из лезвий-близнецов своих мечей или антенн на его шлеме.
- Ледиборг — член Астралборгов. Она — могущественная женская сила для добра, которая не совсем женственная, когда дело касается плохих парней.

### Батллборги
- Рoбоборг — Прибыл на Землю, когда все восемь астральных монет воссоединились с астральным мечом.
- Гигант (Борон) — Создан как злой аналог Робоборга. Обычно он обитает в Астральном Топоре, созданном Лестером Фортюнсом как злой аналог Астрального меча.

### Обитатели Хиллхёрста
- Флаббер — добрый фантазм, заключённый в ловушку внутри органа. Был случайно освобождён детьми, за что Флаббер наградил их силами жуков-супергероев.
- Фараон (Мумс) — египетская мумия, более 5000 лет назад был принцем.
- Франкеншнапс (Франкенбинс) — странный, неуклюжий, франкенштейноподобный монстр.
- Граф Бякула (Граф Фангула) — вампир, единственный монстр, кто может понять, о чём говорит Вольфи.
- Вольфи (Вольфганг) (Вульфи (Вульфганг)) — оборотень-волколак, к которому обитатели Хиллхёрста относятся как к домашнему животному.
- Вурдалюся (Маленький вурдалак) — упырь, появившаяся во втором сезоне и присоединившаяся к прочим монстрам Хиллхёрста.

### Союзники
- Нано Уильямс — бабушка Роланада и хозяйка магазина комиксов "Zoom Comics". В свободное от работы время практикует боевые искусства и лихо разъезжает на мотоцикле.
- Аарон Уильямс — отец Роланда. Работал в "Zoom Comics", но вскоре был вынужден уехать по рабочим делам.
- Эбби Уильямс — мать Роланда. Работала агентом по недвижимости, но после отъезда мужа, решила заниматься магазином комиксов.
- Хизер — подруга битлборгов, возлюбленная Дрю.
- Артур "Арт" Фортунс — создатель комиксов о битлборгах. Совместно с Флаббером регулярно помогает битлборгам в борьбе со злом.
- Астральные борги — четыре персонажа утерянных комиксов, которых битлборги вызывают себе на подмогу.

### Враги

#### Магнаворы
- Вексор — злобный лидер магнаворов, постоянно находящийся в раздражении от некомпетентности своих приспешников.
- Тифус — очень сильный, но при этом невероятно глупый монстр.
- Токсин (Ноксик) — андроид, способный взять под контроль технику, присоединив к ней свою голову.
- Джара — женщина-воин в красной одежде и белой маске, а также с ярко выраженным русским акцентом.
- Теневой борг — Чёрный злой битлборг, созданный Вексором.

#### Ракообразные
- Ляпсус (Нукус) — созданный Ле Фортунсом повелитель двухмерного измерения. Его внешний вид был основан на трицератопсе. После уничтожения магнаворов, Нукус становится главным злодеем и врагом битлборгов.
- Погибель (Хоррибель) — правая рука Нукуса, женщина-воин, чей внешний вид основан на насекомом.
- Гадус (Вайлор) — свирепый рыбообразный воин Нукуса.
- Лестер "Ле" Фортюнс — талантливый иллюстратор комиксов, старший брат Арта и полный его антипод. Находится в подчинении у Нукуса, рисуя для него новых монстров.
- Мантроны — злые аналоги Астральных боргов.

## Показ в России
На российском телевидении сериал был показан в 2003—2004 годах на телеканале REN-TV. Для первого сезона был сделан многоголосый закадровый перевод, для второго — полное дублирование.

### Первый сезон
- Владимир Маслаков — Роланд, Вексор, Ноксик.
- Валерий Захарьев — Флаббер, Тифус.
- Александра Кожевникова — Дрю, Джо, Джара.

### Второй сезон
- Владимир Маслаков — Роланд, Вайлор.
- Олег Куликович — Флаббер, Нукус.
- Александра Кожевникова — Дрю, Джо, Хоррибель.